# Fahnenkegel
Der Fahnenkegel oder Flaggenkegel (Conus vexillum) ist eine Schnecke aus der Familie der Kegelschnecken (Gattung Conus), die im Indopazifik verbreitet ist. Sie ernährt sich von Vielborstern, insbesondere Eunicidae.

## Merkmale
Conus vexillum trägt ein mittelgroßes, festes bis schweres Schneckenhaus, das bei ausgewachsenen Schnecken 6,5 bis 18 cm Länge erreicht. Der Körperumgang ist kegelförmig oder bauchig kegelförmig bis breit oder breitbauchig kegelförmig, der Umriss beim Apex konvex und im Übrigen fast gerade. Die Schulter ist gewinkelt oder gerundet. Das Gewinde ist niedrig bis mäßig hoch, sein Umriss gerade bis leicht konvex. Der Protoconch besteht aus dreieinhalb bis fünfeinhalb Umgängen und hat einen maximalen Durchmesser von 0,8 bis 0,9 mm. Die ersten viertel bis zweieinhalb Umgänge des Teleoconchs sind mit Tuberkeln besetzt. Die Nahtrampen des Teleoconchs sind flach mit 2 bis 3 auf 10 zunehmenden, oft punktierten spiraligen Rillen. Der Körperumgang hat an der Basis schwache spiralige Rippen.
Die Grundfarbe des Gehäuses ist weiß. Bei der Unterart vexillum ist der Körperumgang braun mit Ausnahme einer weißen, wechselnd breiten, spiraligen Bande in der Mitte und einer weiteren an der Schulter, die oft unterbrochen ist und manchmal fehlt. Darüber verlaufen von der Basis bis zur Schulter dunkelbraune, wellige Streifen und dicht gedrängte, grobe bis feine Linien. Die Basis ist dunkelbraun, die Umgänge des Protoconchs gelb. Die frühen Nahtrampen des Teleoconchs sind gelb oder olivfarben, die späteren mit gräulichen bis schwärzlich-braunen radialen Flecken auf weißem Grund, die Gehäusemündung weiß. Bei der Unterart sumatrensis ist der Körperumgang mit schwärzlich-braunen axialen Streifen und Flammen und mit feinen, weniger dichten axialen Linien überzogen, die oft aus dicht sitzenden winzigen Punkten bestehen und auch reduziert sein können.
Das dünne bis dicke, durchscheinende bis undurchsichtige, glatte oder raue Periostracum ist gelblich olivfarben bis dunkelbraun und ist auf dem Körperumgang einschließlich der Schulter manchmal in größeren Abständen mit spiraligen Reihen feiner Büschel überzogen.
Bei der Unterart vexillum ist der Fuß gelbgrün bis grünlich-schwarz und kann an den Seiten in Schwarz übergehen. Die Oberseite des Fußes kann vor dem Rand eine gepunktete schwarze Linie aufweisen, die unter dem Operculum mit einem schwarzen Fleck verschmilzt, und ein schwarzes Querband am Vorderende. Der mittlere Abschnitt ist entweder einheitlich mit radialen Reihen dunkelbrauner Punkte gemustert oder geht von braun nach einem schwärzlich-grünen vorderen Fleck über. Die Fußsohle hat netzartige schwarze Linien. Jungtiere auf Hawaii haben einen gelben Fuß. Das Rostrum ist fast schwarz, die Fühler grau bis schwarz, der Sipho dunkelgrün oder dunkelgrau bis schwarz, manchmal mit gelblich-grünen Kanten. Bei der Unterart sumatrensis ist der Fuß braun mit schwarzen Markierungen, der Sipho gelb, distal mit schwarzen Flecken.
Die mit einer Giftdrüse verbundenen Radulazähne sind schlank und länglich mit einem kleinen Widerhaken an der Spitze, dem eine Spreite gegenübersteht. Sie sind über zwei Drittel der Länge den Schaft hinunter gesägt, in einem Zacken endend.

## Verbreitung und Lebensraum
Conus vexillum tritt im gesamten Indopazifik von KwaZulu-Natal bis nach Hawaii und Französisch-Polynesien, Japan und Australien auf. Dabei ist die Unterart sumatrensis allerdings auf den Indischen Ozean beschränkt.
Conus vexillum lebt in der Gezeitenzone und bis in Meerestiefen von etwa 70 m auf Sand, Geröll oder auch Felsen, oft an den oberen Rändern von Korallenriffen.

## Entwicklungszyklus
Wie alle Kegelschnecken ist Conus vexillum getrenntgeschlechtlich, und das Männchen begattet das Weibchen mit seinem Penis. Das Weibchen legt seine Eikapseln unter Korallenfelsen in unregelmäßigen Gelegen ab und befestigt diese am Fels durch basale Platten, auf denen jeweils etwa 35 Kapseln sitzen. Eine Kapsel enthält etwa 34.500 bis 53.500 Eier mit einem Durchmesser von 130 bis 143 µm, woraus geschlossen wird, dass die Veliger-Larven mindestens 28 Tage lang frei schwimmen, bevor sie niedersinken und zu kriechenden Schnecken metamorphosieren.

## Nahrung
Die Beute von Conus vexillum besteht aus Vielborstern (Polychaeta), insbesondere aus der Familie Eunicidae, die er mit seinen Radulazähnen sticht und mithilfe seines Gifts aus der Giftdrüse immobilisiert.